# ジャック・マキニー
ジャック・マキニー（Jack McKinney、1935年7月13日 - 2018年9月25日）は、アメリカ合衆国のバスケットボールの指導者。アメリカ男子プロバスケットボールリーグNBAでロサンゼルス・レイカーズ、インディアナ・ペイサーズ、カンザスシティー・キングスのヘッドコーチを務め、NBA通算で、レギュラーシーズンでは351試合を指揮し、136勝215敗、プレイオフは2試合0勝2敗。

## 経歴
1979年にNBAのヘッドコーチキャリアをロサンゼルス・レイカーズでスタートし、その後、1980年からインディアナ・ペイサーズのヘッドコーチもを4シーズン務め、1981年にインディアナ・ペイサーズで最優秀コーチ賞を受賞した。1984年から1シーズンカンザスシティー・キングスの指揮をとった後引退した。
2018年9月25日に、フロリダ州ボニータスプリングスの病院にて死去。83歳没。